# High Voltage
High Voltage – pierwszy wydany na całym świecie album studyjny australijskiego zespołu hardrockowego AC/DC. Wydany został 14 maja 1976 roku. Osiem z dziewięciu utworów jest autorstwa Angusa Younga, Malcolma Younga i Bona Scotta. Utwór „Can I Sit Next to You Girl” jest autorstwa braci Youngów.
Album został oryginalnie wydany przez wytwórnię Atlantic Records, i przysporzył jeszcze większą popularność zespołowi, sprzedając ponad 3 miliony egzemplarzy w samych Stanach Zjednoczonych.

## Opis albumu
Ogólnoświatowa wersja albumu High Voltage nie ma  praktycznie żadnego związku z australijską wersją. Jest to kompilacja utworów z pierwszych dwóch australijskich albumów studyjnych AC/DC z jedynie dwoma utworami z oryginalnego High Voltage (wydanego w lutym 1975 r.) oraz z siedmioma z albumu T.N.T. (wydanego w grudniu 1975 roku).
Tę edycję albumu wyróżnia także inna okładka od oryginalnej, którą wyróżnia osoba Angusa Younga na niej, co jest pierwszym (i nie ostatnim) razem wśród albumów AC/DC. Początkowo w Europie ten album był wydawany z jeszcze inną okładką, obecnie w Europie album jest wydawany z oryginalną okładką.

## Lista utworów
1. „It’s a Long Way to the Top (If You Wanna Rock ‘n’ Roll)” – 5:01 (winyl), 5:15 (CD)
2. „Rock ‘n’ Roll Singer” – 5:03
3. „The Jack” – 5:52
4. „Live Wire” – 5:49
5. „T.N.T.” – 3:34
6. „Can I Sit Next to You Girl” (Young, Young) – 4:12
7. „Little Lover” – 5:39
8. „She’s Got Balls” – 4:51
9. „High Voltage” – 4:04

- Kompozytorami (oprócz wymienionych w nawiasie) wszystkich utworów są Angus Young, Malcolm Young, i Bon Scott.
- Utwory, od 1. do 6. oraz 9. oryginalnie zamieszczone są na albumie T.N.T., wydanym w grudniu 1975 r.
- Utwory, 7. i 8. oryginalnie zamieszczone są na albumie High Voltage, wydanym w lutym 1975 r.
- Zremasterowane wydanie CD albumu z 2003 r. zawiera wersję utworu „It’s a Long Way to the Top (If You Wanna Rock ‘n’ Roll)” trwającą 5:01.

## Twórcy

### Wykonawcy
- Angus Young – gitara prowadząca
- Malcolm Young – gitara rytmiczna
- Bon Scott – śpiew, dudy („It’s a Long Way to the Top (If You Wanna Rock ‘n’ Roll)”)
- Phil Rudd – perkusja
- Tony Currenti – perkusja („Little Lover”, „She’s Got Balls”)
- Mark Evans – gitara basowa
- George Young – gitara basowa („Little Lover”, „She’s Got Balls”)

### Produkcja
- Producenci: Harry Vanda, George Young
- Zdjęcie okładki: Michael Putland